# Nobuki Hara
Nobuki Hara (japanisch 原 信生 Hara Nobuki; * 6. September 1979 in der Präfektur Kagoshima) ist ein ehemaliger japanischer Fußballspieler.

## Karriere
Hara erlernte das Fußballspielen in der Schulmannschaft der Reimei High School. Seinen ersten Vertrag unterschrieb er 1998 bei Cerezo Osaka. Der Verein spielte in der höchsten Liga des Landes, der J1 League. 2001 erreichte er das Finale des Kaiserpokals. Am Ende der Saison 2001 stieg der Verein in die J2 League ab. 2002 wurde er mit dem Verein Vizemeister der J2 League und stieg in die J1 League auf. 2003 erreichte er das Finale des Kaiserpokal. Für den Verein absolvierte er 41 Spiele. 2004 wechselte er zum Ligakonkurrenten Yokohama F. Marinos. Mit dem Verein wurde er 2004 japanischer Meister. Danach spielte er bei Vissel Kobe und SC Tottori. Ende 2006 beendete er seine Karriere als Fußballspieler.

## Erfolge
Cerezo Osaka
- Kaiserpokal

Finalist: 2001, 2003
Yokohama F. Marinos
- J1 League

Meister: 2004